# Портрет Леонтия Леонтьевича Беннигсена
«Портрет Леонтия Леонтьевича Беннигсена» — картина Джорджа Доу и его мастерской из Военной галереи Зимнего дворца.
Картина представляет собой погрудный портрет генерала от кавалерии Леонтия Леонтьевича Беннигсена из состава Военной галереи Зимнего дворца.
Во время Отечественной войны 1812 года Беннигсен сначала состоял при Главной квартире без должности, а после назначения М. И. Кутузова возглавил Главный штаб всех армий, руководил Тарутинским боем, в котором был ранен. С начала Заграничного похода был назначен командующим Польской армией, за отличие в Битве народов под Лейпцигом получил титул графа, а за осаду Гамбурга награждён орденом Св. Георгия 1-й степени.
Изображён в генеральском мундире, введённом для кавалерийских генералов 6 апреля 1814 года, в белых перчатках, опирающимся на сабельный эфес, на эполетах вензель императора Александра I. Через плечо переброшена Андреевская лента. На шее кресты австрийского Военного ордена Марии Терезии и шведского Военного ордена Меча 1-й степени, а также знак датского ордена Слона; на груди справа звёзды орденов Св. Андрея Первозванного, Св. Георгия 1-й степени, Св. Владимира 1-й степени и ганноверского ордена Гвельфов 1-й степени с мечами, возле Георгиевской звезды знак шведского Военного ордена Меча 1-й степени. Слева ниже эполета трудноразличимая подпись художника: painted from nature by Geo Dawe RA. С тыльной стороны картины надпись: Переложена съ стараго холста на новый А. Митрохиным 1832 года С. Петербургъ. Подпись на раме с ошибкой в фамилии: Графъ Л. Л. Бенингсенъ, Генералъ отъ Кавалерiи.

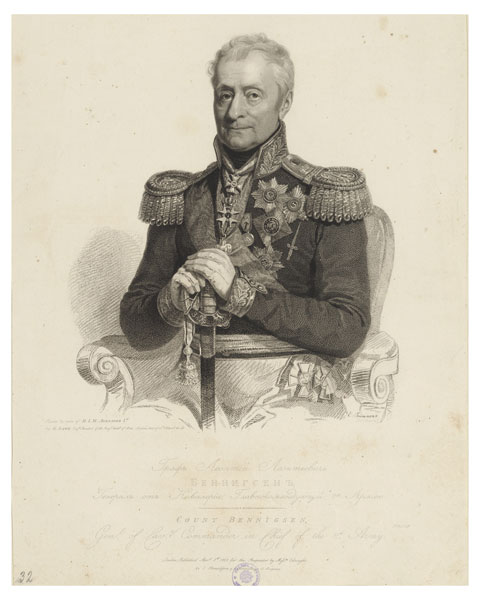
Гравюра Е. И. Гейтмана

Обстоятельства написания портрета не выяснены. Готовый портрет был принят в Эрмитаж 7 сентября 1825 года.
Существует гравюра работы Е. И. Гейтмана, датированная 1 апреля 1823 и исполненная в Лондоне фирмой Messrs Colnaghi по заказу петербургского книготорговца С. Флорана. Гравюра полностью повторяет композицию портрета авторства Доу, однако Беннигсен там изображён в поколенном виде сидящим в кресле; в подписи имеется указание, что она снята с оригинала Доу 1821 года — соответственно существовал ещё один, возможно более ранний вариант галерейного портрета, его современное местонахождение неизвестно. Один из сохранившихся отпечатков гравюры хранится в Пушкинском музее в Москве (бумага, гравюра пунктиром, 43,7 × 33,2 см, инвентарный № ГР-37600); несколько отпечатков также есть и в собрании Эрмитажа. Из-за того, что навигация в Санкт-Петербурге обычно прекращается в октябре, а доставка оригиналов в Лондон для снятия гравюр осуществлялась морем, считается что галерейный портрет выполнен между приездом Доу в Россию в июне 1819 года и осенью 1822 года.